# Cinque Terre (spoorwegen)
De Cinque Terre is een internationale trein op het traject Schaffhausen - Livorno. De spoorwegen hebben vanaf het begin namen gegeven aan hun treinen. De eerste locomotieven hadden bijvoorbeeld namen als Rocket, Arend en Limmat. Toen het spoorwegnet verder groeide, werden ook langeafstandstreinen van namen voorzien, bijvoorbeeld de California Zephyr in de Verenigde Staten en de Oriënt-Express in Europa. Zowel de CIWL als de MITROPA hadden al voor de Tweede Wereldoorlog hun langeafstandstreinen van een naam voorzien. De Cinque Terre is genoemd naar de kuststreek tussen Levanto en La Spezia waar de trein doorheen rijdt.

## Eurocity
De Cinque Terre is een van de Eurocities op de Gotthardroute. Tussen 23 mei 1993 en 12 december 2009 exploiteerde Cisalpino de eurocities tussen Italië en Zwitserland. De Cinque Terre werd aangeboden onder de naam Cisalpino Cinque Terre. Tot 2004 werd gereden met kantelbaktreinen, sindsdien bestaat de trein uit getrokken rijtuigen.

### Route en dienstregeling
De rit in zuidelijke richting begint in Schaffhausen in noordelijke richting eindigt de trein in Zürich HBf.
| EC 175 | land        | station                           | km  | EC 176 |
| ------ | ----------- | --------------------------------- | --- | ------ |
|        | Zwitserland | Schaffhausen                      | 0   | **:**  |
|        | Zwitserland | Bülach                            | 28  | **:**  |
|        | Zwitserland | Zürich HBf                        | 48  |        |
|        | Zwitserland | Zug                               | 77  |        |
|        | Zwitserland | Arth Goldau                       |     |        |
|        | Zwitserland | Göschenen                         |     |        |
|        | Zwitserland | Bellinzona                        |     |        |
|        | Zwitserland | Lugano                            | 264 |        |
|        | Zwitserland | Chiasso                           |     |        |
|        | Italië      | Como S.Giovanni                   | 295 |        |
|        | Italië      | Monza                             |     |        |
|        | Italië      | Milano Centrale                   | 341 |        |
|        | Italië      | Milano Rogoredo                   |     |        |
|        | Italië      | Pavia                             | 380 |        |
|        | Italië      | Voghera                           | 406 |        |
|        | Italië      | Genova P.P.                       | 495 |        |
|        | Italië      | Genova Brignole                   | 498 |        |
|        | Italië      | S. Margherita Ligure - Portofino  | 523 |        |
|        | Italië      | Rapallo                           | 525 |        |
|        | Italië      | Chiavari                          | 534 |        |
|        | Italië      | Sestri Levante                    | 541 |        |
|        | Italië      | Levanto                           | 564 |        |
|        | Italië      | Monterosso al Mare (Cinque Terre) |     |        |
|        | Italië      | La Spezia centrale                | 585 |        |
|        | Italië      | Carrara - Avenza                  | 611 |        |
|        | Italië      | Viareggio                         | 639 |        |
|        | Italië      | Pisa centrale                     | 660 |        |
|        | Italië      | Livorno                           | 680 |        |